# Nick Piantanida
Nicholas John Piantanida (15 août 1932 - 29 août 1966) est un sauteur en parachute amateur américain qui a atteint 37 642 m avec son ballon Strato Jump II le 2 février 1966, faisant voler un ballon avec un équipage plus haut que quiconque auparavant, un record qui a tenu jusqu'au vol de Felix Baumgartner le 14 octobre 2012.

## Premières années
Piantanida est né le 15 août 1932 et a grandi à Union City, dans le New Jersey. Il avait un frère cadet, Vern[réf. nécessaire]. A l'âge de 10 ans, Piantanida a expérimenté des parachutes faits maison, en attachant un chat errant du voisinage à l'un d'eux lors d'un essai de chute depuis l'immeuble de cinq étages où ils vivaient. Lorsqu'un voisin en a informé les parents de Piantanida, ce dernier a testé lui-même le parachute suivant, sautant d'un toit plus bas et se cassant le bras[réf. nécessaire]. En grandissant, il s'est lancé dans le parachutisme avec une "détermination sans faille", selon son frère.
Dans sa jeunesse, Piantanida a joué au basket dans des ligues de la côte Est. Après le lycée, il a rejoint l'U.S. Army Reserve et, peu après, l'U.S. Army pendant deux ans, où il a obtenu le grade de caporal[réf. nécessaire].
Après son service militaire, Piantanida et son partenaire d'escalade, Walt Tomashoff, sont devenus les premières personnes à gravir une voie sur le versant nord de l'Auyan Tepuy, le plateau au Venezuela d'où le Salto Ángel tombe d'une fente près du sommet. Pour cet exploit, il a été interviewé dans le Today Show.
Après son retour aux États-Unis, Piantanida a travaillé dans une usine de broderie, a joué au basket dans différentes universités et a travaillé comme ferronnier sur le Pont Verrazano Narrows[réf. souhaitée].

## Carrière de parachutiste

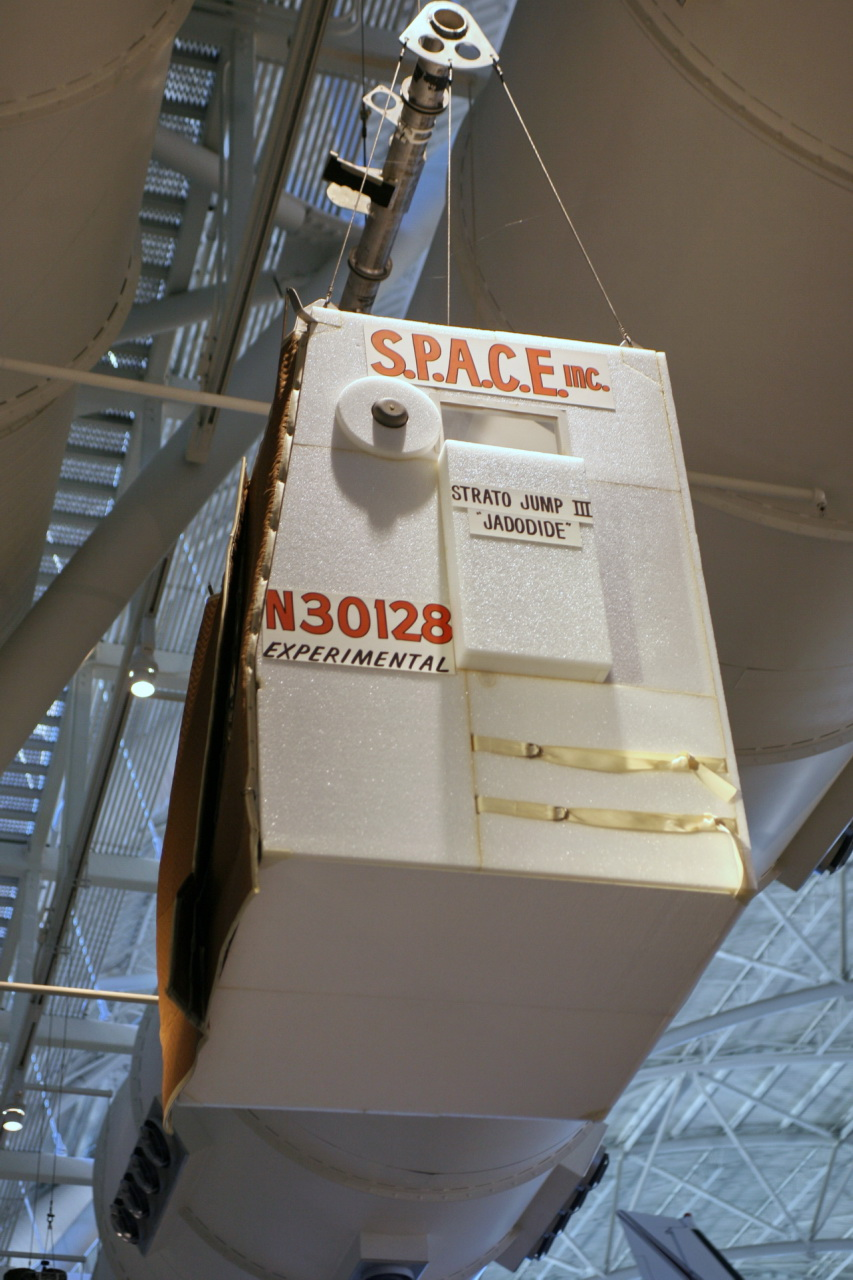
La nacelle Strato Jump III au Musée national de l'air et de l'espace de la Smithsonian Institution

En 1963, Nick Piantanida vivait à Brick Township, dans le New Jersey, et avait une entreprise de vente d'animaux domestiques lorsqu'il a découvert le parachutisme. Un jour, après avoir assisté à des sauts au tout nouveau Lakewood Sport Parachuting Center près de Lakewood, il a commencé à prendre des leçons et à sauter régulièrement. Après avoir effectué des centaines de sauts et obtenu une licence d'expert de classe D, il a appris que le saut de 25 298,4 mètres[anglicisme à remplacer] depuis un ballon par Yevgeni Andreyev avait donné le record du monde officiel du plus haut saut en parachute à l'Union soviétique, et a décidé de ramener le record du monde aux États-Unis (le record non officiel, que Piantanida essayait également de battre, était détenu par Joseph Kittinger des États-Unis)[style à revoir][réf. nécessaire].
Nick Piantanida a pris un emploi de chauffeur de camions afin d'avoir le temps de s'entraîner les week-ends. Il étudie avec ardeur la météorologie, la technologie des ballons et les systèmes de survie. Comme le dit l'auteur Craig Ryan, il « s'est transformé en directeur d'un programme de recherche aéronautique à lui tout seul ». Il obtient de l'argent de sponsors et, après le lobbying d'un sénateur des États-Unis, l'United States Air Force lui donne accès à des installations d'entraînement et la David Clark Company lui prête une combinaison pressurisée. Il réunit une équipe de volontaires pour tenter de battre le record du monde de chute libre[réf. nécessaire].
Le 22 octobre 1965, Piantanida a fait sa première tentative de record dans son ballon nommé Strato Jump I. La tentative s'est terminée lorsqu'un cisaillement du vent a arraché le sommet de son ballon, mettant fin au vol à seulement 4 876,8 mètres et forçant Piantanida à sauter en parachute dans la décharge de la ville de Saint Paul, Minnesota[réf. nécessaire].
Le 2 février 1966, lors de sa deuxième tentative, Piantanida s'élance à bord de Strato Jump II depuis l'aéroport Joe Foss, près de Sioux Falls, dans le Dakota du Sud, et atteint une altitude sans précédent de 37 642,8 mètres. De cette hauteur, il avait prévu de sauter en parachute du ballon pour établir un record du monde du plus haut saut en parachute, mais il ne réussit pas à se déconnecter de sa ligne d'oxygène. Il annule alors le saut et détache la nacelle du ballon, revenant sur terre dans la nacelle sans le ballon. Mais comme il n'est pas revenu sur terre avec son ballon, l'altitude sansprécédent qu'il avait atteinte n'est pas reconnue comme record du monde d'altitude en ballon par la Fédération aéronautique internationale ; et comme il n'a pas sauté de la nacelle du ballon à 37 642,8 mètres, il n'obtient pas non plus le record d'altitude en parachute[réf. nécessaire].
Sa troisième tentative a lieu le matin du 1er mai 1966. Piantanida a enfilé une combinaison orange vif et un harnais de parachute. Attaché à l'intérieur d'une nacelle isolée par du polystyrène de la taille d'une toilette portable, il a commencé son ascension pour une chute libre super-sonique prévue à plus de 36 576 mètres. Cependant, les contrôleurs au sol qui écoutaient la liaison de communication avec le Strato Jump III ont été surpris par le bruit d'un souffle d'air et par un appel radio soudain et brusquement interrompu demandant l'annulation de l'opération ; la combinaison de Piantanida s'était dépressurisée à environ 17 370 mètres. Les contrôleurs au sol ont immédiatement largué le ballon à près de 17 100 mètres - plus haut que l'altitude de croisière des jets commerciaux - et pendant 25 minutes, la nacelle de Piantanida est descendu vers le sol suspendue à son parachute. Il n'a survécu à la descente que de justesse, ayant subi des lésions tissulaires massives dues à la formation de bulles de gaz dans ses fluides corporels. Le manque d'oxygène a provoqué des lésions cérébrales et l'a plongé dans un coma dont il ne s'est jamais remis. Piantanida meurt quatre mois plus tard à l'hôpital des vétérans de Philadelphie, le 29 août. Il est enterré au cimetière Holy Cross de North Arlington, dans le New Jersey[réf. nécessaire].
La nacelle du Strato Jump III est conservée et exposée dans le hangar de l'aviation Boeing au Smithsonian National Air and Space Museum's Steven F. Udvar-Hazy Center à Chantilly, en Virginie[réf. nécessaire].

## Vie personnelle
Piantanida était catholique romain. Il a épousé Janice McDowell en 1963, et ils ont eu trois filles : Donna, Diane et Debbie.
Un film basé sur sa vie, intitulé Angry Sky, a été présenté en avant-première au Tribeca Film Festival le 22 avril 2015, et sur ESPN dans le cadre de la série 30 for 30 le 30 juillet 2015.